# Valorant Champions Tour 2024: Masters Madrid
Valorant Champions Tour 2024 (VCT): Masters Madrid, là một giải đấu quốc tế được tổ chức bởi Riot Games  cho bộ môn thể thao điện tử Valorant,  và là một phần của Valorant Champions Tour mùa giải 2024. Giải đấu sẽ diễn ra từ ngày 14 đến 24 tháng 03 năm 2024 tại Madrid, Tây Ban Nha.
Trước trận chung kết, một trận đấu biểu diễn đã diễn ra giữa Đội Tây Ban Nha và Đội Quốc tế để giới thiệu đặc vụ mới Clove. Cùng với các đặc vụ khác, cả hai đội đều có Clove (mimi của Đội Quốc tế và mixwell của Đội Tây Ban Nha) trong đội hình của họ. Trong trận đấu đó, Đội Tây Ban Nha đã đánh bại Đội Quốc tế với tỷ số 13-8.
Đội tuyển Sentinels của khu vực Châu Mỹ đã giành được danh hiệu quốc tế thứ 2 sau khi họ đánh bại Gen.G của khu vực Thái Bình Dương trong loạt trận Bo5 kéo dài 5 ván với tỷ số 3–2, để trở thành đội đầu tiên vô địch giải đấu Masters 2 lần. Tuyển thủ Zachary "zekken" Patrone của Sentinels đã giành được giải MVP trận chung kết với KDA 101/85/29 trong suốt loạt trận.

## Địa điểm
Madrid là thành phố được chọn để đăng cai tổ chức giải đấu. Tất cả các trận đấu được thi đấu tại Madrid Arena.
| Madrid, Tây Ban Nha |
| ------------------- |
| Madrid Arena        |
| Madrid              |

## Các đội tham dự
2 đội đứng đầu giải đấu Kickoff các khu vực EMEA, khu vực châu Mỹ, khu vực Thái Bình Dương và khu vực Trung Quốc đều đủ điều kiện tham gia Masters Madrid, tổng cộng 8 đội.
| Khu vực         | Khu vực         | Đội             | ID   | Điều kiện tham gia                   |
| --------------- | --------------- | --------------- | ---- | ------------------------------------ |
| EMEA            | EMEA            | Karmine Corp    | KC   | Hạt giống #1 Kickoff EMEA            |
| EMEA            | EMEA            | Team Heretics   | TH   | Hạt giống #2 Kickoff EMEA            |
| Châu Mỹ         | Châu Mỹ         | Sentinels       | SEN  | Hạt giống #1 Kickoff Châu Mỹ         |
| Châu Mỹ         | Châu Mỹ         | LOUD            | LOUD | Hạt giống #2 Kickoff Châu Mỹ         |
| Thái Bình Dương | Thái Bình Dương | Gen.G           | GEN  | Hạt giống #1 Kickoff Thái Bình Dương |
| Thái Bình Dương | Thái Bình Dương | Paper Rex       | PRX  | Hạt giống #2 Kickoff Thái Bình Dương |
| Trung Quốc      | Trung Quốc      | EDward Gaming   | EDG  | Hạt giống #1 Kickoff Trung Quốc      |
| Trung Quốc      | Trung Quốc      | FunPlus Phoenix | FPX  | Hạt giống #2 Kickoff Trung Quốc      |

## Thể thức thi đấu

### Vòng bảng
- 8 đội sẽ thi đấu vòng bảng theo thể thức Thụy Sĩ (Swiss).[9]
- Để lọt vào vòng loại trực tiếp, các đội cần giành được 2 trận thắng. Ngược lại, các đội sẽ bị loại khi để thua 2 trận.
- Tất cả các trận đấu sẽ thi đấu theo thể thức Bo3.
- Trước vòng đấu đầu tiên, các đội tham dự sẽ được bốc thăm chia thành 4 cặp trận theo cách thức:
  - Các đội hạt giống số 1 sẽ đối đầu với các đội hạt giống số 2.
  - 2 đội cùng khu vực sẽ không đối đầu trong cùng một trận đấu.
- Trong các vòng đấu tiếp theo sẽ có tổng cộng 2 cuộc bốc thăm để xác định các cặp trận. Và từ đây trở đi, các đội cùng khu vực và có cùng thành tích thắng-thua có thể đối đầu với nhau.
- Sau 3 vòng đấu, 4 đội có thành tích tốt nhất sẽ lọt vào Vòng loại trực tiếp.

### Vòng loại trực tiếp
- 4 đội có thành tích tốt nhất vòng bảng, bao gồm 2 đội có thành tích 2-0 và 2 đội có thành tích 2-1, sẽ thi đấu vòng loại trực tiếp theo thể thức nhánh thắng nhánh thua.
- Đội có thành tích 2-0 sẽ được xếp thi đấu ngẫu nhiên với đội có thành tích 2-1 ở Bán kết nhánh thắng.
- Tất cả các trận đấu sẽ thi đấu theo thể thức Bo3, ngoại trừ Chung kết nhánh thua và Chung kết tổng sẽ thi đấu theo thể thức Bo5.

## Vòng bảng
|  |                 |                 |               |               |               |                 |                 |                 |                 |                 |              |              |               |               |               |     |     |     |
|  |                 |                 |               |               |               |                 |                 |                 |                 |                 | 2-0          | 2-0          | 2-0           |               |               | 2-1 | 2-1 | 2-1 |
|  |                 |                 |               |               |               |                 |                 |                 |                 |                 | 2-0          | 2-0          | 2-0           |               |               | 2-1 | 2-1 | 2-1 |
|  |                 |                 |               |               | Vào playoffs  | Vào playoffs    | Vào playoffs    |                 |                 | Vào playoffs    | Vào playoffs | Vào playoffs |               |               |               |     |     |     |
|  |                 |                 |               |               | Vào playoffs  | Vào playoffs    | Vào playoffs    |                 |                 | Vào playoffs    | Vào playoffs | Vào playoffs |               |               |               |     |     |     |
|  |                 |                 | 1-0           | 1-0           | 1-0           |                 |                 | Sentinels       | Sentinels       | Sentinels       |              |              | LOUD          | LOUD          | LOUD          |     |     |     |
|  |                 |                 | 1-0           | 1-0           | 1-0           |                 |                 | Sentinels       | Sentinels       | Sentinels       |              |              | LOUD          | LOUD          | LOUD          |     |     |     |
|  |                 |                 | Sentinels     | Sentinels     | 2             |                 |                 | Gen.G           | Gen.G           | Gen.G           |              |              | Paper Rex     | Paper Rex     | Paper Rex     |     |     |     |
|  |                 |                 | Sentinels     | Sentinels     | 2             |                 |                 | Gen.G           | Gen.G           | Gen.G           |              |              | Paper Rex     | Paper Rex     | Paper Rex     |     |     |     |
|  | 0-0             | 0-0             | 0-0           |               |               | Karmine Corp    | Karmine Corp    | 0               |                 |                 |              |              |               |               |               |     |     |     |
|  | 0-0             | 0-0             | 0-0           |               |               | Karmine Corp    | Karmine Corp    | 0               |                 |                 |              |              |               |               |               |     |     |     |
|  | Karmine Corp    | Karmine Corp    | 2             |               |               | EDward Gaming   | EDward Gaming   | 1               |                 |                 |              |              |               |               |               |     |     |     |
|  | Karmine Corp    | Karmine Corp    | 2             |               |               | EDward Gaming   | EDward Gaming   | 1               |                 |                 |              |              |               |               |               |     |     |     |
|  | FunPlus Phoenix | FunPlus Phoenix | 0             |               |               | Gen.G           | Gen.G           | 2               |                 |                 | 1-1          | 1-1          | 1-1           |               |               |     |     |     |
|  | FunPlus Phoenix | FunPlus Phoenix | 0             |               |               | Gen.G           | Gen.G           | 2               |                 |                 | 1-1          | 1-1          | 1-1           |               |               |     |     |     |
|  | Gen.G           | Gen.G           | 2             |               |               |                 |                 |                 |                 |                 | LOUD         | LOUD         | 2             |               |               |     |     |     |
|  | Gen.G           | Gen.G           | 2             |               |               |                 |                 |                 |                 |                 | LOUD         | LOUD         | 2             |               |               |     |     |     |
|  | LOUD            | LOUD            | 1             |               |               |                 |                 | EDward Gaming   | EDward Gaming   | 0               |              |              |               |               |               |     |     |     |
|  | LOUD            | LOUD            | 1             |               |               |                 |                 |                 | EDward Gaming   | 0               |              |              |               |               |               |     |     |     |
|  | EDward Gaming   | EDward Gaming   | 2             |               |               |                 |                 | Karmine Corp    | Karmine Corp    | 1               |              |              |               |               |               |     |     |     |
|  | EDward Gaming   | EDward Gaming   | 2             |               |               |                 |                 |                 | Karmine Corp    | 1               |              |              |               |               |               |     |     |     |
|  | Paper Rex       | Paper Rex       | 1             |               |               | 0-1             | 0-1             | 0-1             |                 |                 | Paper Rex    | Paper Rex    | 2             |               |               |     |     |     |
|  | Paper Rex       | Paper Rex       | 1             |               |               | 0-1             | 0-1             | 0-1             |                 |                 | Paper Rex    | Paper Rex    | 2             |               |               |     |     |     |
|  | Sentinels       | Sentinels       | 2             |               |               | FunPlus Phoenix | FunPlus Phoenix | 0               |                 |                 |              |              |               |               |               |     |     |     |
|  | Sentinels       | Sentinels       | 2             |               |               | FunPlus Phoenix | FunPlus Phoenix | 0               |                 |                 |              |              |               |               |               |     |     |     |
|  | Team Heretics   | Team Heretics   | 1             |               |               | LOUD            | LOUD            | 2               |                 |                 |              |              |               |               |               |     |     |     |
|  | Team Heretics   | Team Heretics   | 1             |               |               | LOUD            | LOUD            | 2               |                 |                 |              |              |               |               |               |     |     |     |
|  |                 |                 |               |               |               | Team Heretics   | Team Heretics   | 1               |                 |                 | 0-2          | 0-2          | 0-2           |               |               | 1-2 | 1-2 | 1-2 |
|  |                 |                 |               |               |               | Team Heretics   | Team Heretics   | 1               |                 |                 | 0-2          | 0-2          | 0-2           |               |               | 1-2 | 1-2 | 1-2 |
|  |                 |                 | Paper Rex     | Paper Rex     | 2             |                 |                 | Bị loại         | Bị loại         | Bị loại         |              |              | Bị loại       | Bị loại       | Bị loại       |     |     |     |
|  |                 |                 | Paper Rex     | Paper Rex     | 2             |                 |                 | Bị loại         | Bị loại         | Bị loại         |              |              | Bị loại       | Bị loại       | Bị loại       |     |     |     |
|  |                 |                 |               |               |               |                 |                 | FunPlus Phoenix | FunPlus Phoenix | FunPlus Phoenix |              |              | EDward Gaming | EDward Gaming | EDward Gaming |     |     |     |
|  |                 |                 |               |               |               |                 |                 |                 | FunPlus Phoenix | FunPlus Phoenix |              |              | EDward Gaming | EDward Gaming | EDward Gaming |     |     |     |
|  |                 |                 | Team Heretics | Team Heretics | Team Heretics |                 |                 | Karmine Corp    | Karmine Corp    | Karmine Corp    |              |              |               |               |               |     |     |     |
|  |                 |                 |               | Team Heretics | Team Heretics |                 |                 | Karmine Corp    | Karmine Corp    | Karmine Corp    |              |              |               |               |               |     |     |     |

Nguồn: Valorant Esports

### Kết quả chi tiết
Ghi chú : Thời gian diễn ra các trận đấu được tính theo giờ Việt Nam (UTC+7).

#### Vòng 0-0
|  |                  |                  |                  |                  |                  |                  |                  |                  |                  |                  |                  |                  |                  |                  |
|  | 14 tháng 3 22:00 | 14 tháng 3 22:00 | 14 tháng 3 22:00 | 14 tháng 3 22:00 | 14 tháng 3 22:00 | 14 tháng 3 22:00 |                  |                  | 15 tháng 3 22:00 | 15 tháng 3 22:00 | 15 tháng 3 22:00 | 15 tháng 3 22:00 | 15 tháng 3 22:00 | 15 tháng 3 22:00 |
|  | 14 tháng 3 22:00 | 14 tháng 3 22:00 | 14 tháng 3 22:00 | 14 tháng 3 22:00 | 14 tháng 3 22:00 | 14 tháng 3 22:00 |                  |                  | 15 tháng 3 22:00 | 15 tháng 3 22:00 | 15 tháng 3 22:00 | 15 tháng 3 22:00 | 15 tháng 3 22:00 | 15 tháng 3 22:00 |
|  | Karmine Corp     | Karmine Corp     | 13               | 13               | -                | 2                | EDward Gaming    | EDward Gaming    | 8                | 13               | 13               | 2                |                  |                  |
|  | Karmine Corp     | Karmine Corp     | 13               | 13               | -                | 2                | EDward Gaming    | EDward Gaming    | 8                | 13               | 13               | 2                |                  |                  |
|  | FunPlus Phoenix  | FunPlus Phoenix  | 8                | 10               | -                | 0                | Paper Rex        | Paper Rex        | 13               | 9                | 9                | 1                |                  |                  |
|  | FunPlus Phoenix  | FunPlus Phoenix  | 8                | 10               | -                | 0                | Paper Rex        | Paper Rex        | 13               | 9                | 9                | 1                |                  |                  |
|  |                  |                  |                  |                  |                  |                  |                  |                  |                  |                  |                  |                  |                  |                  |
|  |                  |                  |                  |                  |                  |                  |                  |                  |                  |                  |                  |                  |                  |                  |
|  | 15 tháng 3 01:00 | 15 tháng 3 01:00 | 15 tháng 3 01:00 | 15 tháng 3 01:00 | 15 tháng 3 01:00 | 15 tháng 3 01:00 | 16 tháng 3 01:00 | 16 tháng 3 01:00 | 16 tháng 3 01:00 | 16 tháng 3 01:00 | 16 tháng 3 01:00 | 16 tháng 3 01:00 |                  |                  |
|  | 15 tháng 3 01:00 | 15 tháng 3 01:00 | 15 tháng 3 01:00 | 15 tháng 3 01:00 | 15 tháng 3 01:00 | 15 tháng 3 01:00 | 16 tháng 3 01:00 | 16 tháng 3 01:00 | 16 tháng 3 01:00 | 16 tháng 3 01:00 | 16 tháng 3 01:00 | 16 tháng 3 01:00 |                  |                  |
|  | Gen.G            | Gen.G            | 13               | 8                | 13               | 2                | Sentinels        | Sentinels        | 13               | 5                | 13               | 2                |                  |                  |
|  | Gen.G            | Gen.G            | 13               | 8                | 13               | 2                | Sentinels        | Sentinels        | 13               | 5                | 13               | 2                |                  |                  |
|  | LOUD             | LOUD             | 11               | 13               | 5                | 1                | Team Heretics    | Team Heretics    | 9                | 13               | 11               | 1                |                  |                  |
|  | LOUD             | LOUD             | 11               | 13               | 5                | 1                | Team Heretics    | Team Heretics    | 9                | 13               | 11               | 1                |                  |                  |

#### Vòng 1-0
|  |                  |                  |                  |                  |                  |                  |               |               |                  |                  |                  |                  |                  |                  |
|  | 16 tháng 3 22:00 | 16 tháng 3 22:00 | 16 tháng 3 22:00 | 16 tháng 3 22:00 | 16 tháng 3 22:00 | 16 tháng 3 22:00 |               |               | 17 tháng 3 01:00 | 17 tháng 3 01:00 | 17 tháng 3 01:00 | 17 tháng 3 01:00 | 17 tháng 3 01:00 | 17 tháng 3 01:00 |
|  | 16 tháng 3 22:00 | 16 tháng 3 22:00 | 16 tháng 3 22:00 | 16 tháng 3 22:00 | 16 tháng 3 22:00 | 16 tháng 3 22:00 |               |               | 17 tháng 3 01:00 | 17 tháng 3 01:00 | 17 tháng 3 01:00 | 17 tháng 3 01:00 | 17 tháng 3 01:00 | 17 tháng 3 01:00 |
|  | Sentinels        | Sentinels        | 13               | 13               | -                | 2                | EDward Gaming | EDward Gaming | 13               | 5                | 6                | 1                |                  |                  |
|  | Sentinels        | Sentinels        | 13               | 13               | -                | 2                | EDward Gaming | EDward Gaming | 13               | 5                | 6                | 1                |                  |                  |
|  | Karmine Corp     | Karmine Corp     | 8                | 11               | -                | 0                | Gen.G         | Gen.G         | 8                | 13               | 13               | 2                |                  |                  |
|  | Karmine Corp     | Karmine Corp     | 8                | 11               | -                | 0                | Gen.G         | Gen.G         | 8                | 13               | 13               | 2                |                  |                  |

#### Vòng 0-1
|  |                  |                  |                  |                  |                  |                  |               |               |                  |                  |                  |                  |                  |                  |
|  | 17 tháng 3 22:00 | 17 tháng 3 22:00 | 17 tháng 3 22:00 | 17 tháng 3 22:00 | 17 tháng 3 22:00 | 17 tháng 3 22:00 |               |               | 18 tháng 3 01:00 | 18 tháng 3 01:00 | 18 tháng 3 01:00 | 18 tháng 3 01:00 | 18 tháng 3 01:00 | 18 tháng 3 01:00 |
|  | 17 tháng 3 22:00 | 17 tháng 3 22:00 | 17 tháng 3 22:00 | 17 tháng 3 22:00 | 17 tháng 3 22:00 | 17 tháng 3 22:00 |               |               | 18 tháng 3 01:00 | 18 tháng 3 01:00 | 18 tháng 3 01:00 | 18 tháng 3 01:00 | 18 tháng 3 01:00 | 18 tháng 3 01:00 |
|  | FunPlus Phoenix  | FunPlus Phoenix  | 5                | 11               | -                | 0                | Team Heretics | Team Heretics | 10               | 13               | 7                | 1                |                  |                  |
|  | FunPlus Phoenix  | FunPlus Phoenix  | 5                | 11               | -                | 0                | Team Heretics | Team Heretics | 10               | 13               | 7                | 1                |                  |                  |
|  | LOUD             | LOUD             | 13               | 13               | -                | 2                | Paper Rex     | Paper Rex     | 13               | 10               | 13               | 2                |                  |                  |
|  | LOUD             | LOUD             | 13               | 13               | -                | 2                | Paper Rex     | Paper Rex     | 13               | 10               | 13               | 2                |                  |                  |

#### Vòng 1-1
|  |                  |                  |                  |                  |                  |                  |              |              |                  |                  |                  |                  |                  |                  |
|  | 18 tháng 3 22:00 | 18 tháng 3 22:00 | 18 tháng 3 22:00 | 18 tháng 3 22:00 | 18 tháng 3 22:00 | 18 tháng 3 22:00 |              |              | 19 tháng 3 01:00 | 19 tháng 3 01:00 | 19 tháng 3 01:00 | 19 tháng 3 01:00 | 19 tháng 3 01:00 | 19 tháng 3 01:00 |
|  | 18 tháng 3 22:00 | 18 tháng 3 22:00 | 18 tháng 3 22:00 | 18 tháng 3 22:00 | 18 tháng 3 22:00 | 18 tháng 3 22:00 |              |              | 19 tháng 3 01:00 | 19 tháng 3 01:00 | 19 tháng 3 01:00 | 19 tháng 3 01:00 | 19 tháng 3 01:00 | 19 tháng 3 01:00 |
|  | LOUD             | LOUD             | 13               | 13               | -                | 2                | Karmine Corp | Karmine Corp | 10               | 13               | 12               | 1                |                  |                  |
|  | LOUD             | LOUD             | 13               | 13               | -                | 2                | Karmine Corp | Karmine Corp | 10               | 13               | 12               | 1                |                  |                  |
|  | EDward Gaming    | EDward Gaming    | 2                | 3                | -                | 0                | Paper Rex    | Paper Rex    | 13               | 6                | 14               | 2                |                  |                  |
|  | EDward Gaming    | EDward Gaming    | 2                | 3                | -                | 0                | Paper Rex    | Paper Rex    | 13               | 6                | 14               | 2                |                  |                  |

Nguồn: Valorant Esports

## Vòng loại trực tiếp
|  |                     |                     |                     |                     |                     |                     |       |       |                       |                       |                       |                       |                       |                       |    |    |           |           |    |   |                      |                      |                      |                      |                      |                      |                      |                      |                |                |                |                |                |                |
|  | Bán kết nhánh thắng | Bán kết nhánh thắng | Bán kết nhánh thắng | Bán kết nhánh thắng | Bán kết nhánh thắng | Bán kết nhánh thắng |       |       | Chung kết nhánh thắng | Chung kết nhánh thắng | Chung kết nhánh thắng | Chung kết nhánh thắng | Chung kết nhánh thắng | Chung kết nhánh thắng |    |    |           |           |    |   |                      |                      |                      |                      |                      |                      | Chung kết tổng       | Chung kết tổng       | Chung kết tổng | Chung kết tổng | Chung kết tổng | Chung kết tổng | Chung kết tổng | Chung kết tổng |
|  | Bán kết nhánh thắng | Bán kết nhánh thắng | Bán kết nhánh thắng | Bán kết nhánh thắng | Bán kết nhánh thắng | Bán kết nhánh thắng |       |       | Chung kết nhánh thắng | Chung kết nhánh thắng | Chung kết nhánh thắng | Chung kết nhánh thắng | Chung kết nhánh thắng | Chung kết nhánh thắng |    |    |           |           |    |   |                      |                      |                      |                      |                      |                      | Chung kết tổng       | Chung kết tổng       | Chung kết tổng | Chung kết tổng | Chung kết tổng | Chung kết tổng | Chung kết tổng | Chung kết tổng |
|  |                     |                     |                     |                     |                     |                     |       |       |                       |                       |                       |                       |                       |                       |    |    |           |           |    |   |                      |                      |                      |                      |                      |                      |                      |                      |                |                |                |                |                |                |
|  |                     |                     |                     |                     |                     |                     |       |       |                       |                       |                       |                       |                       |                       |    |    |           |           |    |   |                      |                      |                      |                      |                      |                      |                      |                      |                |                |                |                |                |                |
|  | Gen.G               | Gen.G               | 13                  | 13                  | -                   | 2                   |       |       |                       |                       |                       |                       |                       |                       |    |    |           |           |    |   |                      |                      |                      |                      |                      |                      |                      |                      |                |                |                |                |                |                |
|  | Gen.G               | Gen.G               | 13                  | 13                  | -                   | 2                   |       |       |                       |                       |                       |                       |                       |                       |    |    |           |           |    |   |                      |                      |                      |                      |                      |                      |                      |                      |                |                |                |                |                |                |
|  | Paper Rex           | Paper Rex           | 8                   | 9                   | -                   | 0                   |       |       |                       |                       |                       |                       |                       |                       |    |    |           |           |    |   |                      |                      |                      |                      |                      |                      |                      |                      |                |                |                |                |                |                |
|  | Paper Rex           | Paper Rex           | 8                   | 9                   | -                   | 0                   |       |       |                       |                       |                       |                       |                       |                       |    |    |           |           |    |   |                      |                      |                      |                      |                      |                      |                      |                      |                |                |                |                |                |                |
|  |                     |                     |                     |                     |                     |                     | Gen.G | Gen.G | 13                    | 7                     | 13                    | 2                     |                       |                       |    |    |           |           |    |   |                      |                      |                      |                      |                      |                      |                      |                      |                |                |                |                |                |                |
|  |                     |                     |                     |                     |                     |                     | Gen.G | Gen.G | 13                    | 7                     | 13                    | 2                     |                       |                       |    |    |           |           |    |   |                      |                      |                      |                      |                      |                      |                      |                      |                |                |                |                |                |                |
|  |                     |                     | Sentinels           | Sentinels           | 5                   | 13                  | 3     | 1     |                       |                       |                       |                       |                       |                       |    |    |           |           |    |   |                      |                      |                      |                      |                      |                      |                      |                      |                |                |                |                |                |                |
|  |                     |                     |                     |                     |                     |                     | 3     | 1     |                       |                       |                       |                       |                       |                       |    |    |           |           |    |   |                      |                      |                      |                      |                      |                      |                      |                      |                |                |                |                |                |                |
|  | Sentinels           | Sentinels           | 13                  | 12                  | 14                  | 2                   |       |       |                       |                       |                       |                       |                       |                       |    |    |           |           |    |   |                      |                      |                      |                      |                      |                      |                      |                      |                |                |                |                |                |                |
|  | Sentinels           | Sentinels           | 13                  | 12                  | 14                  | 2                   |       |       |                       |                       |                       |                       |                       |                       |    |    |           |           |    |   |                      |                      |                      |                      |                      |                      |                      |                      |                |                |                |                |                |                |
|  | LOUD                | LOUD                | 4                   | 14                  | 12                  | 1                   |       |       |                       |                       |                       |                       |                       |                       |    |    |           |           |    |   |                      |                      |                      |                      |                      |                      |                      |                      |                |                |                |                |                |                |
|  | LOUD                | LOUD                | 4                   | 14                  | 12                  | 1                   |       |       | Gen.G                 | Gen.G                 | 13                    | 12                    | 13                    | 10                    | 6  | 2  |           |           |    |   |                      |                      |                      |                      |                      |                      |                      |                      |                |                |                |                |                |                |
|  |                     |                     |                     |                     |                     |                     |       |       |                       |                       |                       |                       |                       |                       |    |    |           |           |    |   |                      |                      |                      |                      |                      |                      |                      |                      |                |                |                |                |                |                |
|  |                     |                     | Sentinels           | Sentinels           | 8                   | 14                  | 8     | 13    | 13                    | 3                     |                       |                       |                       |                       |    |    |           |           |    |   |                      |                      |                      |                      |                      |                      |                      |                      |                |                |                |                |                |                |
|  | Bán kết nhánh thua  | Bán kết nhánh thua  | Bán kết nhánh thua  | Bán kết nhánh thua  | Bán kết nhánh thua  | Bán kết nhánh thua  | 8     | 13    | 13                    | 3                     |                       |                       |                       |                       |    |    |           |           |    |   | Chung kết nhánh thua | Chung kết nhánh thua | Chung kết nhánh thua | Chung kết nhánh thua | Chung kết nhánh thua | Chung kết nhánh thua | Chung kết nhánh thua | Chung kết nhánh thua |                |                |                |                |                |                |
|  | Bán kết nhánh thua  | Bán kết nhánh thua  | Bán kết nhánh thua  | Bán kết nhánh thua  | Bán kết nhánh thua  | Bán kết nhánh thua  |       |       |                       |                       |                       |                       |                       |                       |    |    |           |           |    |   | Chung kết nhánh thua | Chung kết nhánh thua | Chung kết nhánh thua | Chung kết nhánh thua | Chung kết nhánh thua | Chung kết nhánh thua | Chung kết nhánh thua | Chung kết nhánh thua |                |                |                |                |                |                |
|  |                     |                     |                     |                     |                     |                     |       |       |                       |                       |                       |                       |                       |                       |    |    |           |           |    |   |                      |                      |                      |                      |                      |                      |                      |                      |                |                |                |                |                |                |
|  |                     |                     |                     |                     |                     |                     |       |       |                       |                       |                       |                       |                       |                       |    |    |           |           |    |   |                      |                      |                      |                      |                      |                      |                      |                      |                |                |                |                |                |                |
|  | Paper Rex           | Paper Rex           | 13                  | 13                  | -                   | 2                   |       |       |                       |                       |                       |                       | Sentinels             | Sentinels             | 14 | 13 | 5         | 13        | -  | 3 |                      |                      |                      |                      |                      |                      |                      |                      |                |                |                |                |                |                |
|  | Paper Rex           | Paper Rex           | 13                  | 13                  | -                   | 2                   |       |       |                       |                       |                       |                       | Sentinels             | Sentinels             | 14 | 13 | 5         | 13        | -  | 3 |                      |                      |                      |                      |                      |                      |                      |                      |                |                |                |                |                |                |
|  | LOUD                | LOUD                | 11                  | 8                   | -                   | 0                   |       |       |                       |                       |                       |                       |                       |                       |    |    | Paper Rex | Paper Rex | 12 | 6 | 13                   | 3                    | -                    | 1                    |                      |                      |                      |                      |                |                |                |                |                |                |
|  | LOUD                | LOUD                | 11                  | 8                   | -                   | 0                   |       |       |                       |                       |                       |                       |                       |                       |    |    | Paper Rex | Paper Rex | 12 | 6 | 13                   | 3                    | -                    | 1                    |                      |                      |                      |                      |                |                |                |                |                |                |

Nguồn: Valorant Esports

## Thứ hạng
| Thứ hạng | Đội             | Tiền thưởng (USD) | ĐĐG |
| -------- | --------------- | ----------------- | --- |
| 1        | Sentinels       | $250,000          | 3   |
| 2        | Gen.G           | $100,000          |     |
| 3        | Paper Rex       | $65,000           |     |
| 4        | LOUD            | $35,000           |     |
| 5-6      | EDward Gaming   | $15,000           |     |
| 5-6      | Karmine Corp    | $15,000           |     |
| 7-8      | FunPlus Phoenix | $10,000           |     |
| 7-8      | Team Heretics   | $10,000           |     |